# Chancenay
Chancenay ist eine französische Gemeinde mit 725 Einwohnern (Stand: 1. Januar 2022) im Département Haute-Marne in der Region Grand Est. Sie gehört zum Arrondissement Saint-Dizier und ist Mitglied im Gemeindeverband Communauté d’agglomération du Grand Saint-Dizier, Der et Vallées.
Chancenay ist die nördlichste Gemeinde des Départements Haute-Marne. Sie liegt etwa 4,5 Kilometer nordöstlich des Stadtzentrums von Saint-Dizier, am kleinen Fluss Ornel, der in die Marne mündet.

## Bevölkerungsentwicklung
| Jahr      | 1962 | 1968 | 1975 | 1982 | 1990 | 1999 | 2006 | 2018 |
| --------- | ---- | ---- | ---- | ---- | ---- | ---- | ---- | ---- |
| Einwohner | 0444 | 0563 | 0694 | 0976 | 1183 | 1144 | 1019 | 1066 |

## Sehenswürdigkeiten
- Château de Chancenay
- Kirche Saint-Louvent